# Lisbeth Carlsdotter
Lisbet Carlsdotter, född i Katarina församling, död 20 december 1676, var ett vittne i de stockholmska trolldomsprocesserna, häxprocessen i Katarina i Stockholm under det stora oväsendet. Hon var dotter till Carl Börjesson, skräddare och till Kerstin Staffansdotter. De bodde på Högbergsgatan, i kvarteret Pelarbacken, nära Katarina kyrka. Familjen hade ont om pengar, och bråkade mycket. Hon tillhörde den grupp unga vittnen ("Myras pigor", "Gävlepojken", "Hökarens Kerstin" med flera) som av rättens ledamöter ansågs ha påverkat och organiserat barnen som vittnade i rättegångarna. Efter att vittnenas trovärdighet började ifrågasättas, blev dessa därför själva anklagade och straffade, för mened.

## Verksamhet som vittne
Lisbet Carlsdotter var under de åren rättegångarna utspelade sig förmodligen runt 16-20 år gammal. (Uppgifterna i protokollen och i hennes dödsdom och begravningseftermäle skiftar.) Hon var ett flitigt använt vittne, från förhören i Katarina kyrkas sakristia, de första förhören i kämnärsrätten, till rättegångarna i hovrätten och slutligen inför den kungligt tillsatta kommissionen. När vittnena började granskas hårdare och korsförhöras, började barnen erkänna att de inte hade varit i Blåkulla. Många barn vittnade då om hur de, i de så kallade vakstugorna, hade blivit påverkade av Lisbet Carlsdotter och andra.

## Vändpunkt
Den 11 september 1676 brukar räknas som en vändpunkt i de stockholmska trolldomsprocesserna. Vittnet Annika Thomsdotter (15 år) pressas i förhör om sina Blåkullafärder, och erkänner att hon inte själv har varit i Blåkulla. Hon har bara lärt sig säga så av Myras pigor. Tillfrågad om hon känner till fler som vittnat falskt nämner hon Kjerstin Jönsdotter, som också erkänner och pekar ut Myras pigor och Lisbet Carlsdotter som de som lärt henne att vittna falskt. Sjutton barn erkänner därefter att de har begått mened: nio barn efter att alla rättens ledamöter förutom Hjärne, Coyet, läkare Olaus Bromelius och Noraeus har gått hem för dagen, eftersom sessionen drog ut på tiden. Dessa förhör hölls av en kommisorialrätt som hade tillträtt i juni 1676, med ett särskilt kungligt förordnande. De fyra ledamöter som stannade kvar den dagen, när härvan av lögner började nystas upp, var Urban Hjärne, Storkyrkokaplanen Erich Noraeus, Doktor Bromelius och häradshövdingen Chronander, samt rättens ordförande Coyet.

## Åtal
Myrapigorna vägrade erkänna att de hade ljugit och fängslas. Lisbet Carlsdotter bekänner samma dag att hon har ljugit, efter att ha lovats straffimmunitet. Domstolen behövde henne förmodligen för att de andra barnen inte skulle ta tillbaka sina bekännelser om att ha ljugit. Under en tid som följde utspelades många konflikter mellan de präster och församlingsbor som fortfarande "trodde" på barnaförandet (att kvinnorna var trollpackor som hade flugit med deras barn till Satan i Blåkulla) och den dömande rätten. Även några av ledamöterna i kommissionen (bl.a. Olof Sparrman) hade svårt att släppa föreställningarna om att de anklagade kvinnorna var skyldiga till trolldom. Men de kvinnor som stod anklagade för trolldom blev frigivna. Lisbet Carlsdotter som till skillnad från Myras pigor inte hade fängslats, medverkade på nytt i vakstugor och höll sig undan när rätten kallade henne, vilket medförde att kommissionen (efter en del diskussion) kom fram till att hon inte längre kunde göra anspråk på den utlovade immuniteten. Lisbet Carlsdotter växlade mellan att erkänna och att ta tillbaka vad hon sagt, exempelvis i ett långt förhör, när bägge hennes föräldrar var inkallade som vittnen, berättade hon åter att hon "anfäktades" av trollkonorna. Hon dömdes till sist till slut döden som "menederska och Guds fasliga försmäderska". Vissa inom kommissionen ville skära tungan av Lisbeth innan avrättningen, medan en ledamot (Chronander) motsatte sig att man dömde henne, emedan hon hade blivit lovad straffrihet.

## Död
Lisbet Carlsdotter och Agnis Eskilsdotter (en av Myras pigor) med flera, avrättades 20 december 1676 på Hötorget.
Ryttmästare Gråå och hans familj lämnade staden. Hökaren Hindrich Abrahamsson som hade varit en av de aktiva anklagarna, gjorde sig mycket besvär med att besöka rätten och vädja för sin släkting, pigan Kerstin (också en av de pigor som varit med och "lärt upp" barnen i vakstugorna), lovade att han skulle straffa henne själv för hennes lögner och lyckades på så vis rädda henne undan straff (när hon blev fri skickade han henne från Stockholm). Johan Johanssons Grijs dödsdom bekräftades (han hade redan avrättats).
Myrapigan Annika Hindrichdotter dömdes till spöstraff och kyrkoplikt, men överlevde möjligen.
Ytterligare en del andra vittnen piskades: Annika Persdotter (15 år), som vittnat mot sin mor Britta Sippel och sin moster, dömdes att piskas tolv gånger fyra söndagar i rad, kyrkoplikt och ett års tukthus, men dog efter sviterna av piskningen, på Barnhuset.